# Neissei Egyetem
A Neissei Egyetem (Neisse University) egy három nemzetiségű főiskolai hálózat, amelyet a Zittaui/Görlitzi Főiskola, a Libereci Technikai Egyetem és a Wroclawi Technikai Egyetem támogat. A tanulmányi helyek három ország, Németország, Lengyelország és Csehország köztes határán, egymástól megközelítően 100km távolságban helyezkednek el.

## Története
A Neissei Egyetem 2001-ben alapult. Ekkor vált először lehetővé a diákoknak az iskola egyetlen, információ- és kommunikációmenedzsment szakára beiratkozni. Az egyetem első elnöke Peter Schmidt.
A programot 2004-ben az ACQUIN akkreditálta.
Ugyanebben ez évben új elnöknek Prof. Klaus ten Hagen lett megválasztva.
2007-től a három közreműködő országon kívül más országokból is jelentkezhetnek diákok. Mindennek előtt az új Master-képzés egy kulturálisan sokrétű diákságra számít.

## Sajátosságok
Az egyetem néhány sajátossággal kiemelkedik a többi szokványos intézmény közül.
- előadások kizárólag angol nyelven történnek
- a tanulmányi hely évenként a következő sorrendben változik: Liberec, Jelenia Góra, Görlitz
- nemzetközi diákság

## Szakirányok
- Közgazdaság és Informatika
  - BSc. Information and Communication Management

- Gazdaság és Környezet
  - MSc. Environmental Health and Safety Risk Management (2007. októbertől)

## Intézményi hovatartozás
A Neisse University szakirányai – a tanulmányi helyek változtatásával – a partner intézmények szakirányaira vannak kihelyezve.
- Bsc Information and Communication Management
  - Közgazdasági kar – Műszaki Egyetem, Liberec
  - Informatikai kar – Műszaki Egyetem, Wroclaw
  - Informatikai kar – Főiskola, Zittau/Görlitz

- MSc Environmental Health and Safety Risk Management